# 武村謙志郎
武村謙志郎（たけむらけんしろう、1982年1月13日 - ）は、日本のプロレスラー。
シアタープロレス花鳥風月所属。

## 来歴
2019年8月12日、東京・シアターバビロンの流れのほとりでの神楽＆スペース・レッド戦（パートナーは野村龍之介）でデビュー。

## 得意技
- 熱男レッグラリアット
- キック

## 入場テーマ曲
- サムライズム